# Die Schlucht der freien Hunde

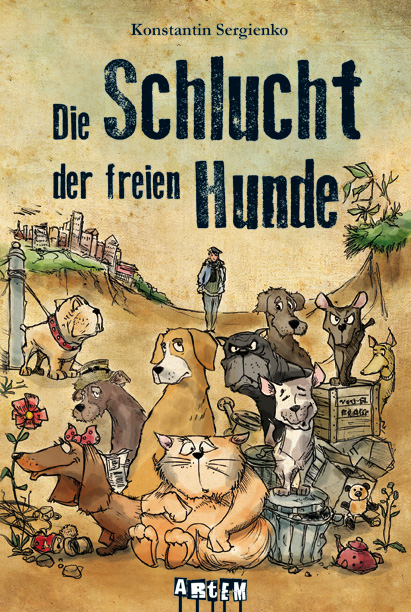

Die Erzählung Die Schlucht der freien Hunde (Titel der Originalausgabe: До свидания, овраг) gehört zu den bekanntesten Werken des russischen Kinder- und Jugendbuchautors Konstantin Sergienko (1940–1996) und gilt als sowjetischer Bestseller. Auf Grundlage des 1979 erschienenen Buchs wurden die Zeichentrickfilme ‚Auf Wiedersehen, Schlucht‘ (До свидания, овраг) (1981) und ‚Die Hundepforte‘ (Собачья дверца) (2007) produziert. Der Stoff wurde wiederholt für Theateraufführungen und Musicals adaptiert und gehört zum klassischen Repertoire des russischen Jugendtheaters.

## Handlung
In einer verlassenen Schlucht am Rand der Großstadt hat sich ein Rudel streunender Hunde niedergelassen. Sie verstehen sich als freie Hunde, aber ihre Freiheit ist oft nur die Freiheit zu hungern. Sie genießen es, sich von niemandem etwas sagen lassen zu müssen, verachten die „unfreien Hunde“, die sich für ein bisschen Wurst am Halsband herumführen lassen, sind aber immer wieder von Hunger und Hundefängern bedrängt. Was sie eint, ist die Sehnsucht nach Freiheit und Liebe, die sie allen Widrigkeiten ihres Hundelebens trotzen lässt. Im Zentrum dieser bunten Gesellschaft steht Stolzi, der Protagonist und Erzähler der Geschichte, der seine Freiheit mehr liebt als andere und doch von „seinem“ Menschen träumt, der ihm Liebe und Geborgenheit schenkt.

## Klappentext
„Eine herzergreifende, ebenso lebensfrohe wie emotionale Geschichte über ein Rudel herrenloser Hunde am Rande der Großstadt, deren Helden allen Widrigkeiten ihres „Hundelebens“ zum Trotz ihren Traum vom Glück niemals aufgeben. Eine Geschichte über die Freuden der Freiheit und des ungebundenen Lebens und den Traum, ein richtiges Zuhause zu finden, ohne sich unterwerfen zu müssen. Eine Geschichte für Kinder und Erwachsene, die weder den siebenjährigen noch den siebzigjährigen Leser gleichgültig lässt.“

## Rezensionen
„Eine Perle aus Russland. (...) Es ist schön, dass uns solche wunderbaren Perlen der russischen Literatur zugänglich gemacht werden.“

„Das Buch Die Schlucht der freien Hunde von Konstantin Sergienko ist eigentlich ein Kinder- und Jugendbuch. Trotzdem fasziniert es auch die ältere Generation, denn eigentlich ist es für alle Altersklassen und auch zeitlos geschrieben.“

## Adaptionen
Das Theaterstück Free DOGS (Titel der Originalausgabe: Прощай овраг) basiert auf der Erzählung Die Schlucht der freien Hunde.

## Ausgaben
- Konstantin Sergienko: До свидания, овраг, 1979

Übersetzungen
- Konstantin Sergienko: Die Schlucht der freien Hunde. Artem Verlag, Köln 2013, übersetzt von Lars Nehrhoff, llustrator Michael Blechmann, ISBN 978-3-943974-02-7.
- Konstantin Sergienko: Vrije honden. Artem Verlag, Köln 2015, Sprache: Niederländisch / Nederlands, Format: E-Book (Originaltitel: Die Schlucht der freien Hunde, übersetzt von Ludo Eijkelkamp, llustrator Michael Blechmann), ISBN 978-3-943974-06-5.